# Kasberg (Gräfenberg)
Kasberg  ist ein Gemeindeteil der Stadt Gräfenberg im Landkreis Forchheim (Oberfranken, Bayern).

## Geografie
Das Dorf liegt im Nordwesten der naturräumlichen Landschaftseinheit Gräfenberger Flächenalb etwa drei Kilometer nordwestlich von Gräfenberg auf einer Höhe von 508 m ü. NHN.

## Geschichte
Bis zum Ende des Heiligen Römischen Reiches Deutscher Nation unterstand Kasberg der Hochgerichtsbarkeit des zur Reichsstadt Nürnberg gehörenden Pflegamtes Hiltpoltstein. Die Dorf- und Gemeindeherrschaft wurde wechselweise von den verschiedenen Grundherren des Ortes ausgeübt. Von diesen hatte das nürnbergische Landesalmosenamt mit 12 Anwesen den größten Besitzanteil, die übrigen Güter waren Eigentum von drei Nürnberger Eigenherren. Der Patrizierfamilie der Tucher von Simmelsdorf gehörten dabei vier Anwesen, den Freiherrn Haller von Hallerstein drei und den Kreß von Kressenstein zwei. Ein weiterer Grundbesitzer war die Dorfgemeinde Kasberg mit der Gemeindeschmiede und dem Hirtenhaus. Die Vogtei über die eigenen Güter übte jeder Grundherr selbst aus, während die Steuerhoheit über sämtliche Anwesen des Ortes beim nürnbergischen Pflegamt Gräfenberg lag. Anfang des 19. Jahrhunderts gelangte der Ort in den Besitz des Königreichs Bayern.
Durch die Verwaltungsreformen zu Beginn des 19. Jahrhunderts im Königreich Bayern wurde Kasberg mit dem Zweiten Gemeindeedikt im Jahr 1818 ein Teil der Ruralgemeinde Walkersbrunn. Im Zuge der Gebietsreform in Bayern wurde Kasberg zusammen mit der Gemeinde Walkersbrunn am 1. Juli 1976 in die Stadt Gräfenberg eingemeindet.

## Verkehr
Die Anbindung an das öffentliche Straßennetz wird hauptsächlich durch die Kreisstraße FO 14 hergestellt, die aus dem Westnordwesten von Oberehrenbach kommend am südwestlichen Ortsrand entlang verläuft und dann in südöstlicher Richtung nach Gräfenberg weiterführt. Von dieser zweigt unweit des westlichen Ortsausgangs die Kreisstraße FO 42 ab, die südwestwärts nach Walkersbrunn führt, wo sie in die Staatsstraße 2236 einmündet. Außerdem führt eine Gemeindeverbindungsstraße zu dem nordöstlich von Kasberg gelegenen Nachbarort Neusles.

## Baudenkmäler

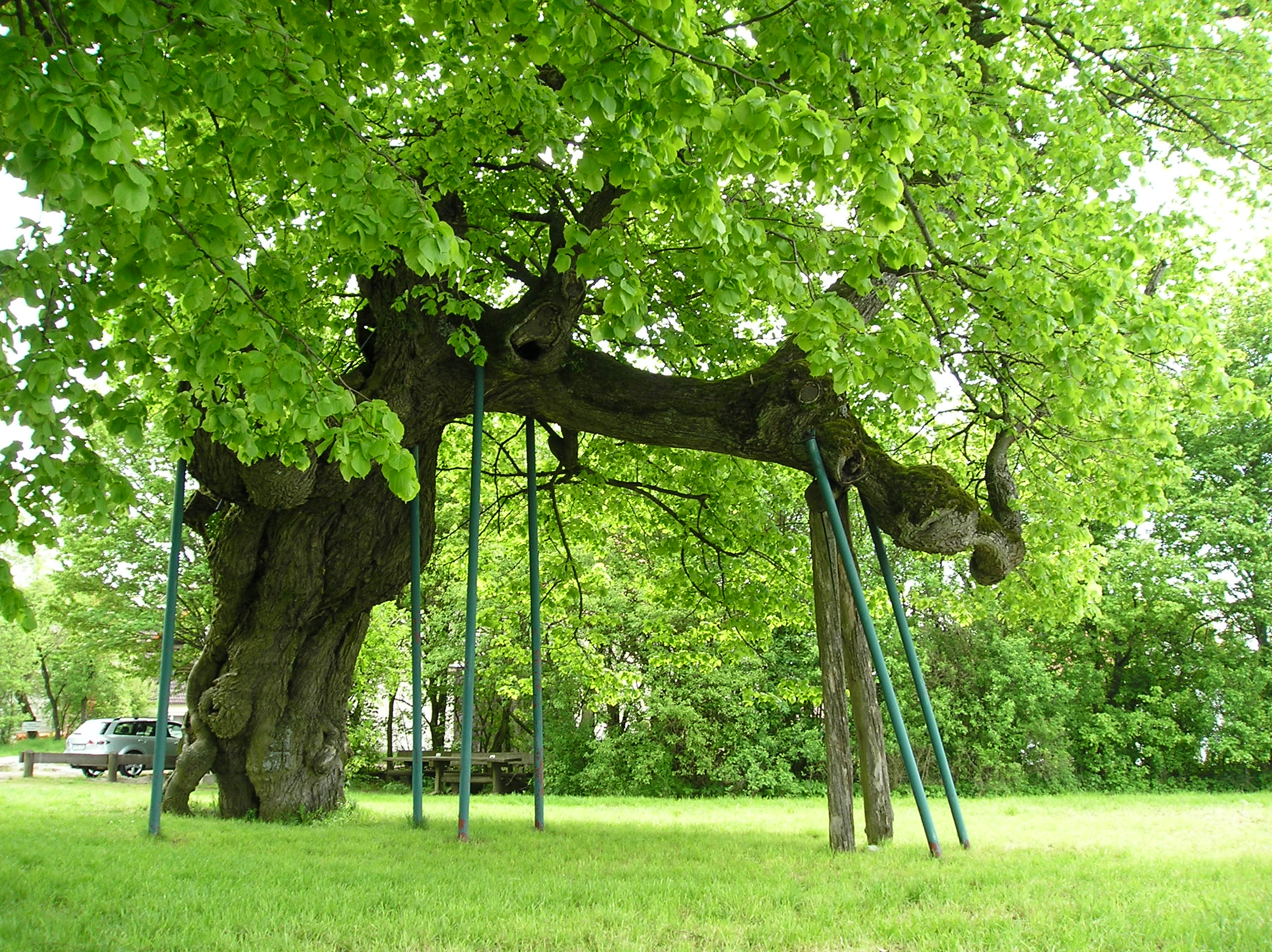
Die alte Kasberger Linde im Jahr 2005

Am westlichen Ortsrand von Kasberg befindet sich die Kasberger Linde, eine unter Denkmalschutz stehende mittelalterliche Gerichtslinde.